# مارتینوس بایرینک
مارتینوس بایرینک (هلندی: Martinus Beijerinck؛ ۱۶ مارس ۱۸۵۱ – ۱ ژانویه ۱۹۳۱) یک دانشمند و متخصص مشهور میکروبیولوژی اهل پادشاهی هلند بود.
او را یکی از بنیان‌گذاران علم ویروس‌شناسی و همچنین میکروب‌شناسی محیط زیست می‌دانند. علی‌رغم آنکه او یکی از پیشگامان علم میکروب‌شناسی بود و کارهای اساسی و برجسته‌ای در این حوزه انجام داد، اما جایزه نوبل به وی اهدا نشد.
وی همچنین برندهٔ جوایزی همچون نشان لیوونهوک شده‌است.